# ケイトリン・ステイシー
ケイトリン・ステイシー（Caitlin Stasey、1990年5月1日 - ）は、オーストラリアの女優。身長160cm。

## 経歴
オーストラリアのビクトリア州メルボルンで生まれる。メルボルン近郊南東にあるローマカトリック系の私立学校に通う。10歳頃からオーストラリア女子合唱団に所属し、世界をめぐる。
2003年9月にオーストラリアとイギリスの合作によるテレビシリーズ『The Sleepover Club』に主要な役でデビュー、計27話出演する。
2010年のジョン・マースデンの同名小説を原作としてスチュアート・ビーティーが脚本・監督を務めたオーストラリア映画『トゥモロー 僕たちの国が侵略されたら』にエリー・リントンとして主演する。
2013年にアメリカ合衆国のホラー映画『オール・チアリーダーズ・ダイ』、アメリカ合衆国のサスペンス映画『エビデンス -全滅-』等にそれぞれ主要な役で出演した。

## 私生活
2014年にアメリカ人俳優のルーカス・ネフと結婚したが、離婚している。
また、パンセクシュアルである。

## 出演作品

### 映画
- トゥモロー 僕たちの国が侵略されたら Tomorrow, When the War Began （2010年）
- オール・チアリーダーズ・ダイ All Cheerleaders Die （2013年）
- エビデンス -全滅- Evidence （2013年）
- 君の男になるために Lust for Love（2014年）
- アイ・フランケンシュタイン I, Frankenstein （2014年）
- フィアー・インク Fear, Inc.（2016年）
- バスタブで死んだ私 The Girl in the Bathtub（2018年）
- Smile スマイル Smile（2022年）

### テレビドラマ
- ネイバーズ Neighbours（2005年 - 2009年）
- REIGN/クイーン・メアリー Reign（2013年 - 2015年）
- プリーズ・ライク・ミーPlease Like Me（2013年 - 2016年）
- APB ハイテク捜査網 APB （2017年）